# Centre médical de l'université Columbia
Le Centre médical de l'université Columbia (en anglais Columbia University Medical Center ou CUMC) est un centre hospitalier universitaire associé à l'université Columbia de New York. Il s'étend sur plusieurs blocs d'immeubles entre les 165e et 168e rues, de la Henry Hudson Parkway à l'Audubon Avenue dans la section des  Washington Heights de Manhattan.
C'est l'hôpital de rattachement du collège des médecins et chirurgiens de l'Université Columbia (Columbia University College of Physicians and Surgeons), du collège de médecine dentaire, de l'école d'infirmières et de l'école de santé publique Joseph-Mailman. Il abrite la partie de l'hôpital presbytérien de New York (New York-Presbyterian Hospital) qui était anciennement connue comme « hôpital presbytérien indépendant ». L'institut psychiatrique de l'État de New York (New York State Psychiatric Institute) se trouve aussi au CUMC, de même que l'hôpital pour enfants Morgan Stanley (Morgan Stanley Children's Hospital) rattaché au New York-Presbyterian et que le parc de recherche biomédicales Audubon (Audubon Biomedical Research Park).
Le CUMC fut construit dans les années 1920 sur l'ancien site de Hilltop Park, où se trouvait auparavant le stade des New York Yankees. Le terrain fut cédé par Edward Harkness, qui finança également l'essentiel de la construction des premiers bâtiments. Il était destiné à héberger à la fois une école de médecine et un hôpital et fut le premier centre médical universitaire du monde.
Anciennement connu sous le nom de Columbia-Presbyterian Medical Center (CPMC), il a changé de nom en 1997 lors de la création de l'hôpital presbytérien de New York par fusion de deux centres médicaux tous deux affiliés à une université de la ligue du lierre (Ivy League), le CPMC et le Centre médical Cornell - Hôpital de New York. Ce dernier était auparavant l'hôpital de rattachement du collège médical Weill Cornell (Weill Cornell Medical College).